# U-Bahnhof Niendorf Markt

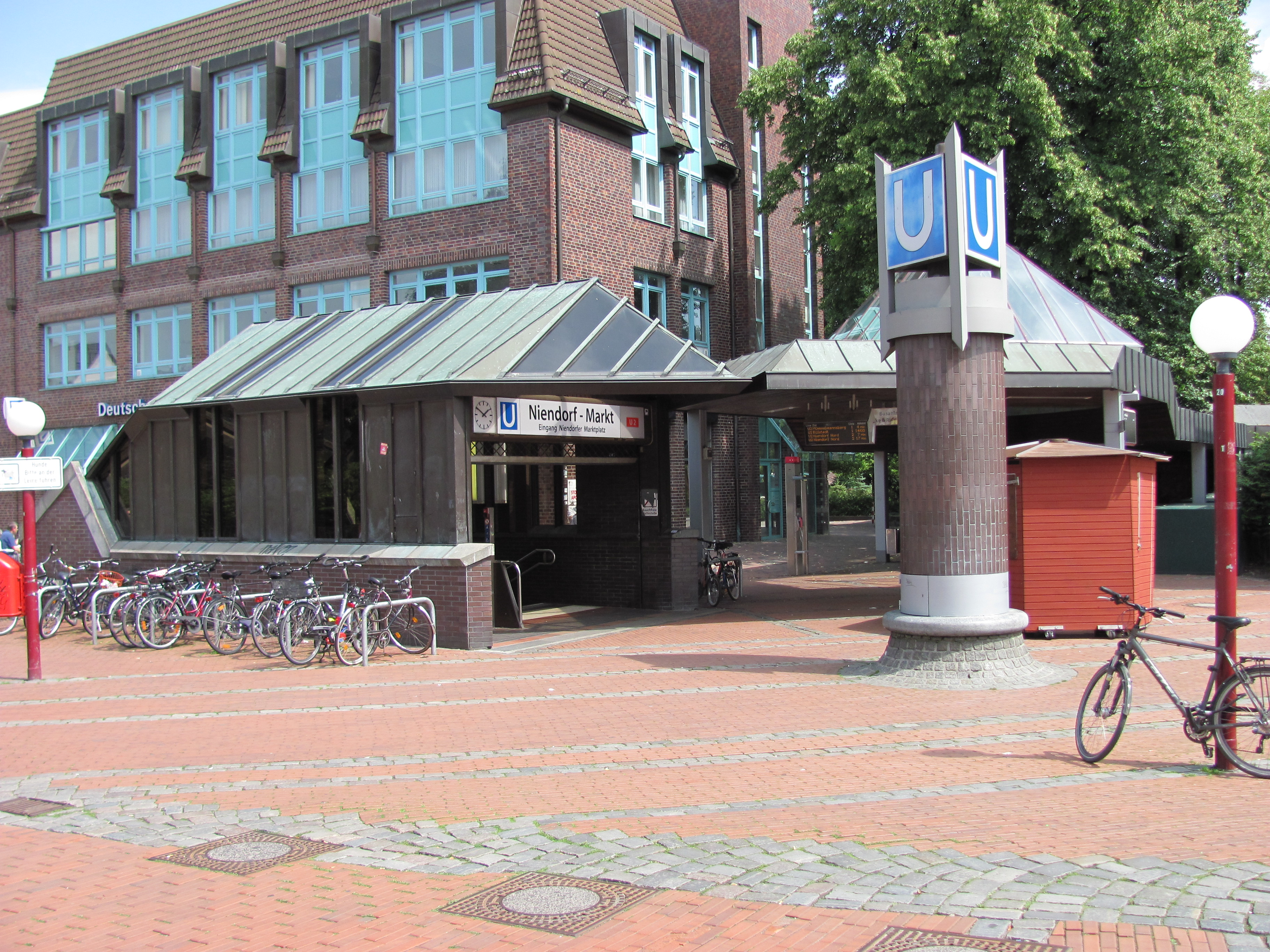
Südwestlicher Eingang, im Hintergrund der überdachte Zugang zum Busbahnhof

Der U-Bahnhof Niendorf Markt ist eine Tunnel-Haltestelle der Hamburger U-Bahn-Linie U2 im Stadtteil Niendorf. Abweichend vom Namen im Fahrplan der Hamburger Hochbahn und des Liniennetzplans finden sich in der Station auch Schilder mit der Schreibweise „Niendorf-Markt“. Das Kürzel der Station bei der Betreiber-Gesellschaft Hamburger Hochbahn lautet „NM“. Der U-Bahnhof hat täglich 20.633 Ein- und Aussteiger (Mo–Fr, 2019).

## Geschichte
Seit 1955 wurde das Straßenbahnnetz Hamburgs zurückgebaut, bis am 1. Oktober 1978 mit der durch Niendorf führenden Linie 2 die letzte Strecke stillgelegt wurde. Als Ersatz für die Straßenbahn wurde in Niendorf der Bau einer U-Bahn-Strecke gefordert. Da für eine Strecke vom Stephansplatz über das Grindelviertel, dann der Hoheluftchaussee und dem Verlauf der Straßenbahn folgend nach Lokstedt keine finanziellen Mittel vorhanden waren, wurde eine Verlängerung der Eimsbütteler Strecke von Hagenbecks Tierpark aus verwirklicht.
Fast ein Jahr nach Umstellung der Straßenbahn auf Busbetrieb begann der Bau der U-Bahn am 7. Juli 1979. Gleichzeitig wurde beschlossen, dass Niendorf Markt nicht die Endhaltestelle der Verlängerung werden sollte, sondern dass die U-Bahn durch einen zweiten Bauabschnitt bis in die Neubaugebiete von Niendorf-Nord verlängert werden sollte. An der bisherigen Endhaltestelle Hagenbecks Tierpark wurde die Abstellanlage für die Weiterführung umgebaut, die aus Umweltschutzgründen ab dort vollständig als Tunnelstrecke erfolgte.
Am 5. November 1984 erreichte ein Museumswagen mit Politikern und Presseleuten den U-Bahnhof Niendorf Markt. Der Zug wurde von einer Diesellok gezogen, da die Strecke noch nicht elektrifiziert worden war. Die öffentliche Freigabe fand am 1. Juni 1985 statt. Die Fertigstellung des zweiten Bauabschnitts nach Niendorf Nord dauerte noch bis zum 9. März 1991, sodass Niendorf Markt fast sechs Jahre lang nördliche Endstation der U2 war.

## Anlage

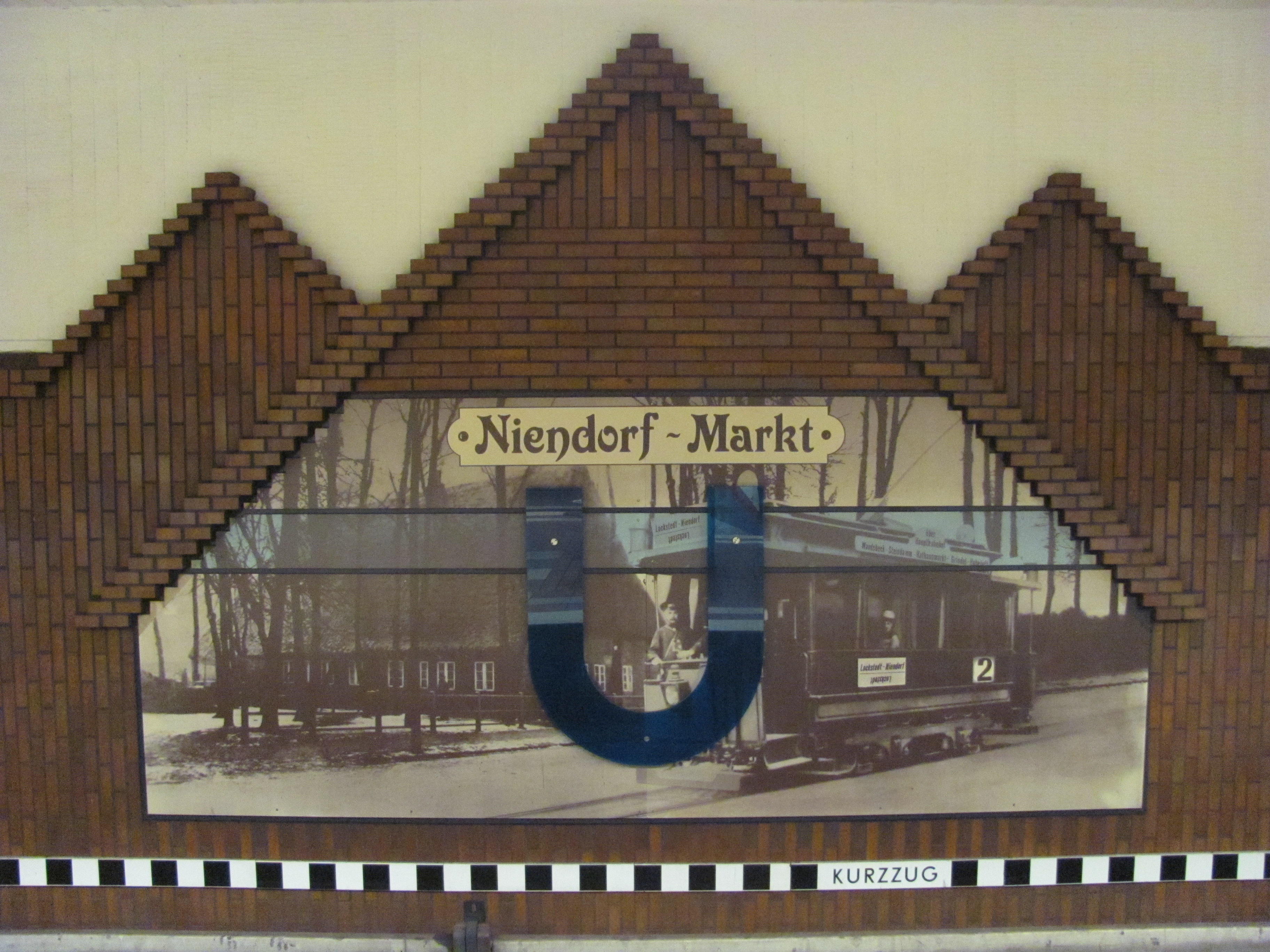
Foto der historischen Straßenbahn an der Tunnelwand

Die U-Bahn-Station befindet sich unter der Einkaufsstraße Tibarg, die mit dem Bau der Station zur Fußgängerzone umgebaut wurde. An beiden Enden des Mittelbahnsteigs befinden sich Zugänge, der zum Busbahnhof führende südwestliche Zugang verfügt über ein Zwischengeschoss mit Fahrkartenautomaten und einem Zeitungskiosk. Ein Fahrstuhl, der ebenso wie der nordöstliche Zugang direkt Straßenoberfläche und Bahnsteig verbindet, sorgt für Barrierefreiheit.
Der Boden des Mittelbahnsteigs besteht aus braunmelierten Fliesen, die zur Bahnsteigkante rostfarben abgesetzt sind. Stützende Säulen und die unteren zwei Drittel der Wände sind mit braunen Backsteinen verkleidet, der Rest sowie die Tunneldecke sind weiß gestrichen. In der Mitte des U-Bahnhofs ist auf beiden Seiten der Tunnelwand ein altes Foto der Straßenbahn angebracht.
Nordöstlich des Bahnsteigs befindet sich ein Kehrgleis, südwestlich eine Weichenanlage, um auf das jeweils andere Gleis zu wechseln.
Bedingt durch seine Bauzeit im Kalten Krieg ist der U-Bahnhof ein „Mehrzweckbauwerk“, also auch ein mit Stahltoren abriegelbarer Bunker für bis zu 3300 Menschen. Die Kehrgleisanlage ist in diesen Bunkerbereich mit einbezogen.

## Anbindung
Der U-Bahnhof Niendorf Markt wird tagsüber (außer sonntags) im 5-Minuten-Takt angefahren, wobei zeitweise jeder zweite Zug Richtung Innenstadt hier endet bzw. eingesetzt wird; nur im Berufsverkehr fahren die Züge alle fünf Minuten auch bis zur Endstation Niendorf Nord. In den übrigen Zeiten wird die Station im 10- bzw. 20-Minuten-Takt bedient. Im durchgehenden Nachtverkehr in den Nächten von Freitag auf Samstag sowie vor Sonn- und Feiertagen fährt die U2 im 20-Minuten-Takt.
Am Busbahnhof besteht Übergang zu den Metrobus-Linien 23 (über Groß Borstel nach Billstedt), 24 (über Langenhorn nach Rahlstedt) und 5 (nach Schnelsen bzw. auf der Strecke der ehemaligen Straßenbahn über Lokstedt in die Innenstadt). Außerdem besteht Anschluss an die Stadtbuslinien 191 (nach Schnelsen Nord bzw. durch den Krohnstiegtunnel nach Garstedt) und 391 (nach Hagenbecks Tierpark) sowie an die Nachtbuslinie 604 (nach Niendorf Ost bzw. auf der Strecke der Linie 5 zum Rathausmarkt).
| Linie | Verlauf |
| ----- | --- |
| U 2   | Niendorf Nord – Schippelsweg – Joachim-Mähl-Straße – Niendorf Markt – Hagendeel – Hagenbecks Tierpark – Lutterothstraße – Osterstraße – Emilienstraße – Christuskirche – Schlump – Messehallen – Gänsemarkt (Oper) – Jungfernstieg – Hauptbahnhof Nord – Berliner Tor – Burgstraße – Hammer Kirche – Rauhes Haus – Horner Rennbahn – Legienstraße – Billstedt – Merkenstraße – Steinfurther Allee – Mümmelmannsberg |